# 戴安娜相機

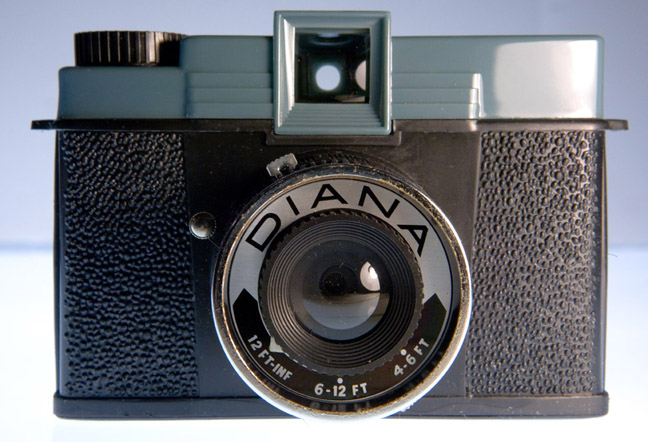
戴安娜相機

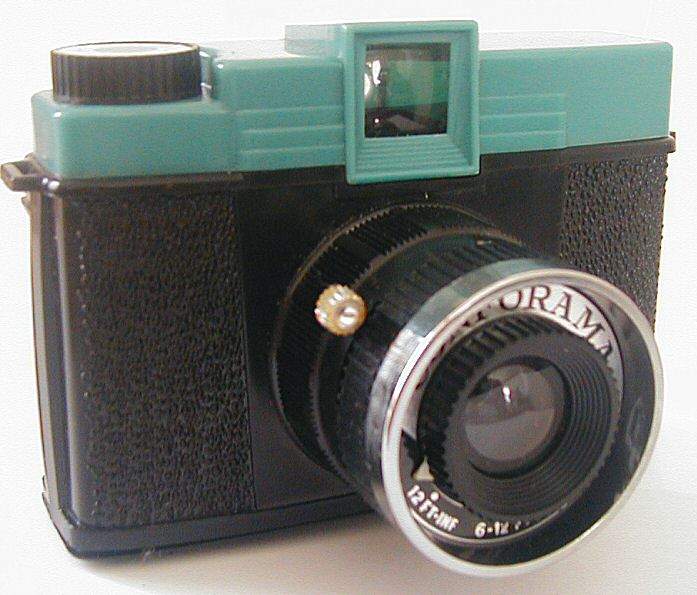
戴安娜相機的外觀

戴安娜相機（英語：Diana camera）是一款設計簡單及低成本的相機。戴安娜相機的機身使用塑膠製造，鏡頭同樣以塑膠注塑成型，並沒有為提高光學品質而採用精密的製造技術。最早期的戴安娜相機使用120底片格式膠卷，能拍攝16張（4.2cm x 4.2cm）的正方型照片，因此底片四周會留下沒有曝光的情況。
戴安娜常被認為是一種玩具相機，因為製作的精度要求不高，導致戴安娜相機常有漏光和其他光學問題，影響照片的像真度，難以預期拍攝出來的照片效果。雖然這些特性影響了戴安娜相機的實用性，但這些光學特性卻讓戴安娜相機拍出來的照片充滿變幻色彩。

## 歷史
戴安娜相機首次出現於1960年代初的香港，最早由位於九龍的「長城塑膠工廠」生產，並以不同名稱出售，通常只是以同一個機身，並在鏡頭環印上不同名稱。戴安娜相機常用作為展覽會、嘉年華會或其他展銷活動的贈品。除了以Diana標記的相機，還有50多種以戴安娜相機為基礎的變種設計，其中一些是由其他工廠製作的產品。不同變種各有不同之處，例如Diana Deluxe設有一個（6cm × 6cm）大小的閃光燈。Diana/Diana Pinhole是具有3個光圈孔徑的版本，光圈分別為f/11、f/13及f/19，需要使用32mm的夾板過濾器，快門速度通常是1/100s至1/50s。Diana Deluxe光圈為f/9、f/16或f/22，需要使用（46mm-49mm）的轉接環。
隨著輕便相機的價格降低，更高質量的消費級相機的普及，如Kodak的Instamatic系列。戴安娜相機即使是低成本、低售價的產品，但其拍攝出來的照片像真度低，令一般消費者認為缺乏實用價值，所以市場需求不斷下降。戴安娜相機於1970年代漸漸停產，但採用135格式膠卷的類似相機，仍有不同的香港和台灣廠商繼續生產。

## 特色
戴安娜相機的設計有多項在一般相機不可接受的缺點，例如漏光、色差、朦朧邊緣等。其中漏光是因為相機的接合後，仍有縫隙而產生，拍攝者常以黑色的電工膠帶粘貼接縫，解決機身漏光問題。朦朧邊緣是因為注塑成型的塑膠鏡頭，沒有進行研磨工序而產生。戴安娜相機拍攝出來的圖像，只能勉強覆蓋對角線的菲林框架，而且會有漸暈現象。雖然這些缺點使戴安娜相機實用性不足，可是一些攝影師卻利用這些光學特性，創作有趣的照片，這種攝影風格，對攝影藝術帶來一定程度上的影響。其中一位美國攝影師力士樂南希（Nancy Rexroth），在1976年的個人攝影展和著作「IOWA」，使用了戴安娜相機拍攝，因而令戴安娜相機流行一時。

## 復刻版
Lomography Society在2006年曾經重新銷售一種設有f/11、f/13、f/19和針孔光圈的可換鏡頭Diana相機，其後於2007年，改為只生產與戴安娜相機外觀極為相似，可加上Diana Flash閃光燈的Diana F+相機。Lomography Society還推出了多款可用於戴安娜相機的鏡頭，分別為20mm魚眼鏡、38mm近拍鏡、55mm和110mm遠攝鏡。
2009年，Lomography Society以Diana F+為藍本，設計生產可以同時拍攝半格和正方照片，使用135格式膠卷的Diana Mini相機。